# Alcaide

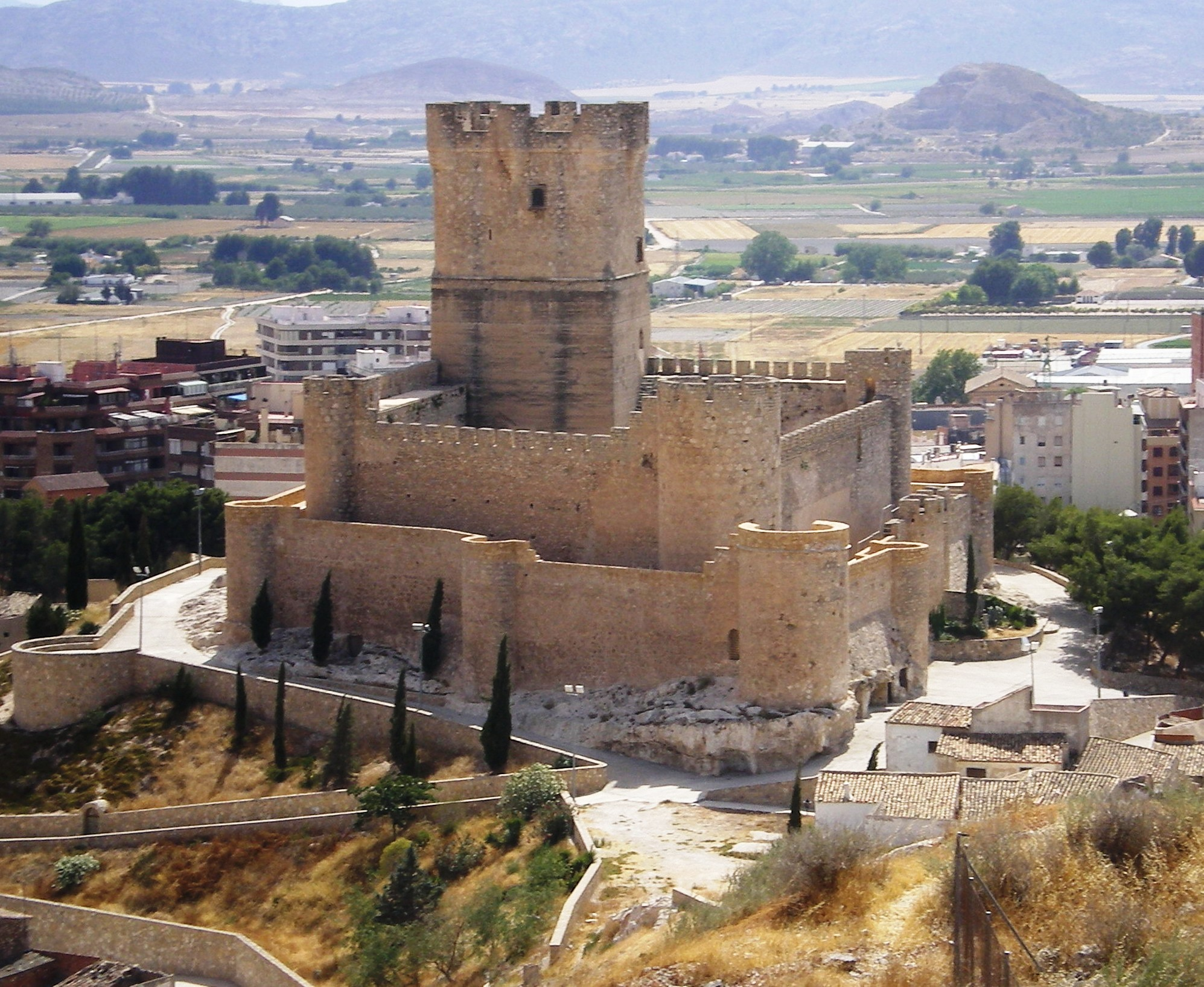
Vista del Castillo de Villena.

El alcayde o alcaide era, desde la Edad Media, el gobernador o el máximo jefe militar y oficial jurisdiccional de un alcázar, castillo o fortaleza. Sus facultades eran de diferente orden y se extendían tanto a la jurisdicción civil como a la criminal, tanto al gobierno militar como al político. Más modernamente ostentaban el mismo nombre el funcionario responsable de los edificios de Aduanas ubicados en puertos navales. 

## Etimología
Esta palabra de origen árabe compuesta del artículo al y del verbo Kad ó Akad que significa, según el Diccionario de Trevoux, gobernar, regir, administrar, ser gobernador, se refería en la Antigüedad a la persona que tenía a su cargo la justicia y gobierno de una ciudad, y la guarda y defensa de algún castillo, alcázar, fortaleza, u otro sitio que requería una inspección o administración especial.
- «Alcaid». Del árabe al-caid, participio del verbo cada, conducir tropas, lo mismo que del latín duco, guiar, se derivó duque, jefe o guía que dirige tropas.

### Sinónimos
- Castellano.[1]
- Gobernador (de un castillo).

## Historia

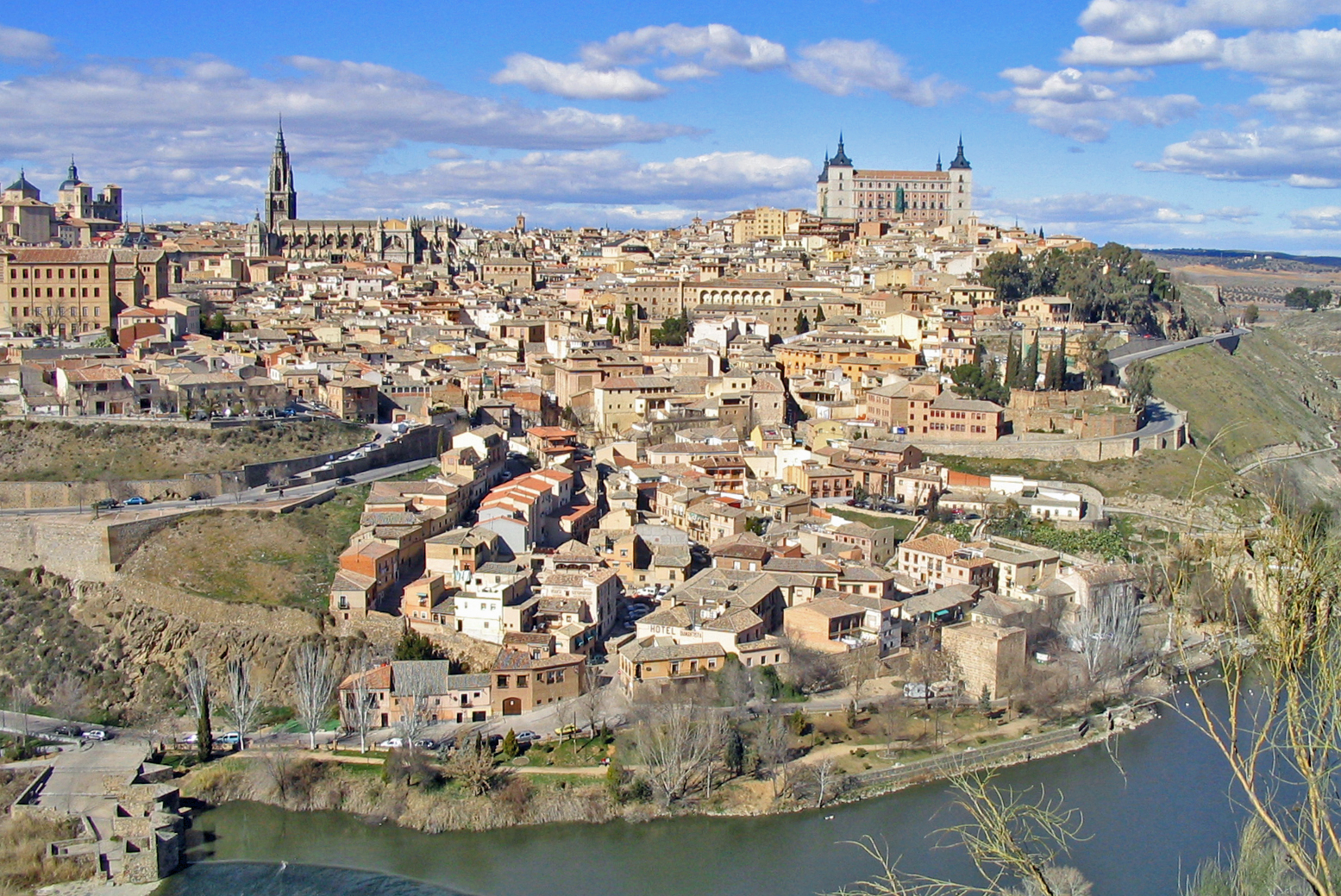
Toledo, tomada por Alfonso VI de León, el Bravo en 1085. Inicia este rey la «Alcaidia de Toledo» con Rodrigo Díaz de Vivar.

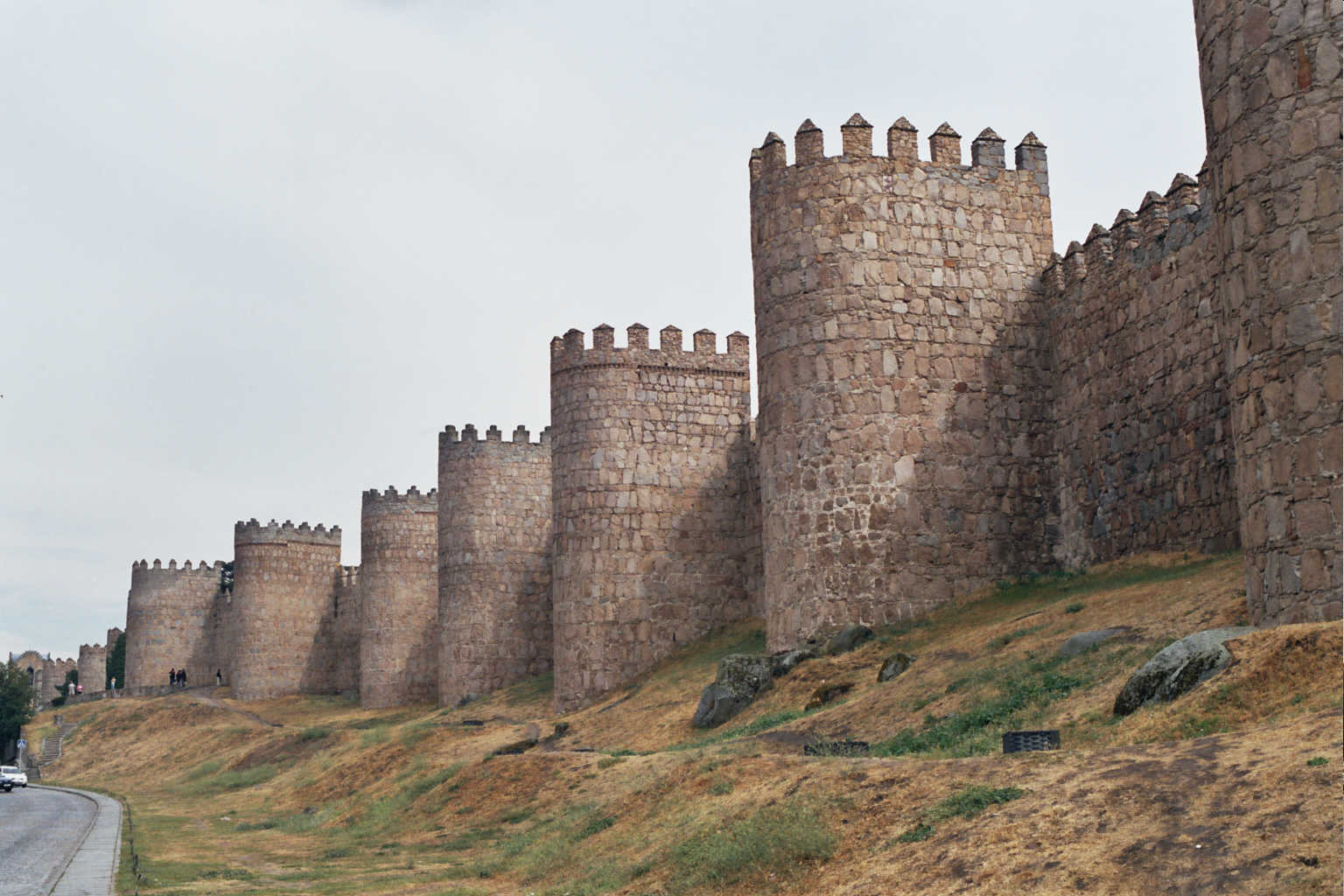
Sección de Muralla de Ávila. La forma redonda o curva se consideraba la más adecuada para minimizar el golpe de ariete, dificultado más aún por la pendiente terraplenada, para proteger los lienzos de muralla.

El vocablo Alcayde proviene de la lengua árabe y significaba «gobernador», entre la variedad de jefaturas árabe-musulmanas.
Durante la Edad Media, el rey, ya fuera cristiano o musulmán, designaba genéricamente a una serie de vasallos a quienes otorgaba y mandaba guardar sus tropas, órdenes y estrategias, junto con el gobierno y custodia en los emplazamientos de castillos o alcázares. 
En la versión cristiana, en ausencia, representación, o empresa del rey o del vasallo noble, estos delegaban usualmente en este cargo la gestión de sus tropas ubicadas en las fortalezas, conforme a sus leyes y privilegios, en admisión de sus servicios militares como Alcaydes cuyo ámbito era la alcaidía.
- Era el oficial militar fiel (fieldad) y que en fundamento de esta premisa, sine qua non, gobierna las tropas confiadas y está al mando de un castillo o alcázar militar de rey o señor, extensivamente, de una «cibdad» o «lugar fortificado», tal como Ávila. La alcaidia representa una síntesis de funciones militares entre la variedad de comandancias de las prefecturas romanas, «praefectus castrorum, vigilum, vehiculorum, alae, cohortis, equitum, fabrum, legionis».

- El castillo, (lat. castra, los campamentos. Gr. seekazoo, encerrar, separar, amurallar. Castillo, lat. castellum, caetillo, los reales o campamentos) era homólogo del alcázar árabe . Varias de las casas nobles españolas eran Mozárabes, y muy a menudo los pobladores de lugares fortificados. Las ciudades podían contener alcázares dentro de sus murallas y estos tener alcaydes, como también en las Alcazabas.

Los castillos casi siempre estaban asociados a sus villas más próximas, y estas a sus aldeas (en ocasiones emplazados en lugares despoblados sin más habitantes que los residentes en el mismo castillo o por tropas itinerantes en acampada). Este castillo con Alcaidia, se articulaba en un «término» o jurisdicción con demarcación geográfica, política y militar, que podía ser simultáneamente constitutiva de un Señorío, ducado, marquesado, condado, e incluso infantado. Los alcaides podían alcanzar altos rangos a razón de la importancia de la plaza que defendían.

«Viendo esto el emperador, llamole que pareciese en su corte, y recibiole en su gracia, y hizole segundo príncipe (esto es, segundo alcaide de Toledo) y mando a todos los caballeros y gente de guerra, que eran de los puertos afuera, que le obedeciesen como tal, y asimismo todos los capitanes y soldados de Extremadura, sabiendo cuan extremado capitán era, se regían por el, y gustaban pelear bajo su bandera.   Nuño Alfonso en la Historia de Toledo.

Toledo, cuyo primer Alcaide en la Alcaidia de Toledo fue Rodrigo Díaz de Vivar, seguido de, Álvar Fáñez, Gutiérrez Suárez (Goter Suario), Miguel Cidiz, Martín González, Rodrigo Álvarez, Gutierre Hermegildes, Rodrigo Gutiérrez Girón, Rodrigo Fernández de Castro, Nuño Alfonso y otros.
Los vasallos genéricos podían desempeñar más de un cargo a la vez. Por ejemplo, Andrés Cabrera era mayordomo mayor del Rey Enrique IV de Castilla y Alcaide de la fortaleza de Segovia, donde se custodiaba el tesoro real.

## Evolución de la voz «alcaide» hasta la actualidad

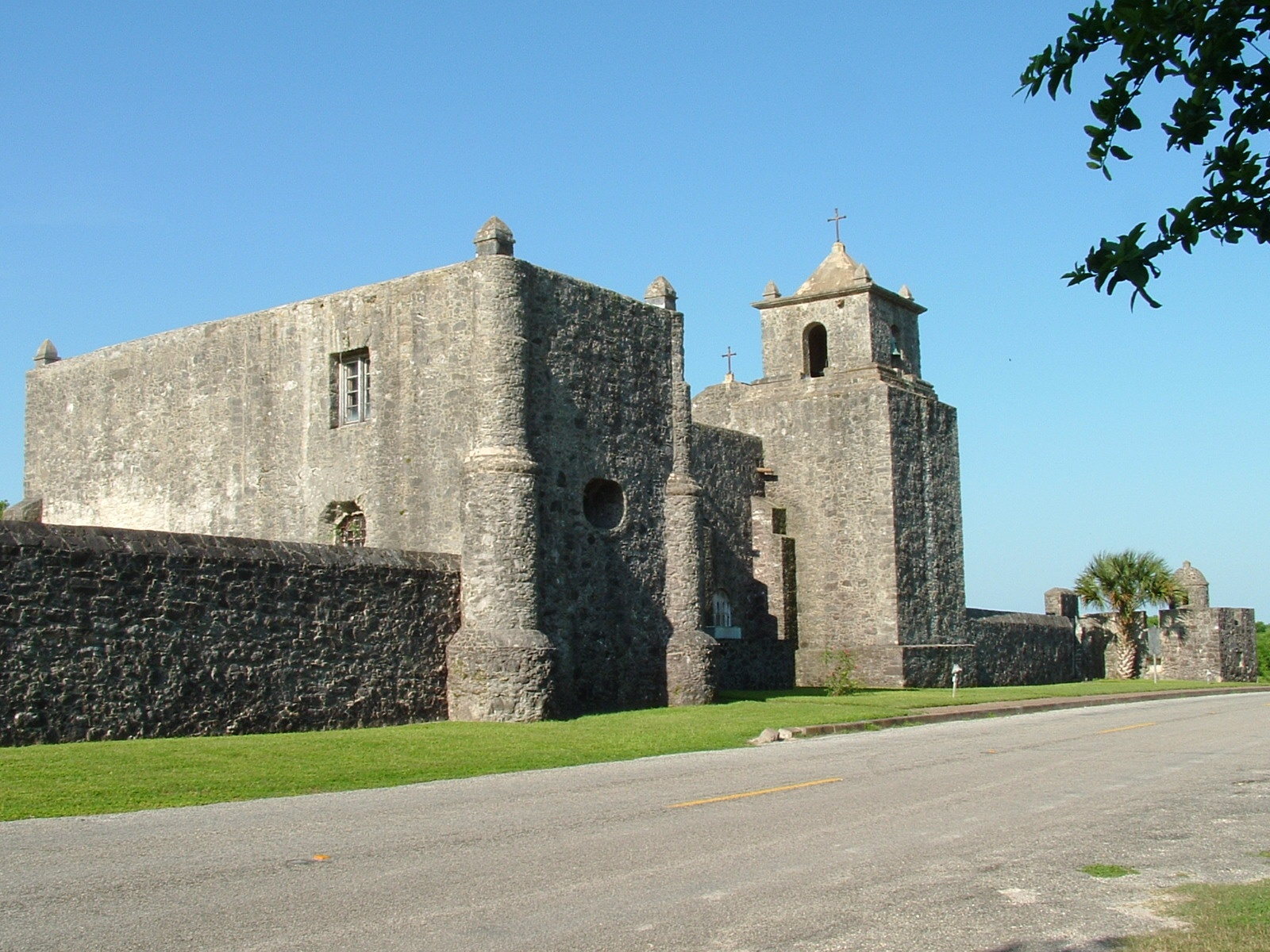
Fortaleza española del tipo presidio. Nuestra Señora de Loreto de la Bahía, en Texas

Esta, como la mayor parte de las autoridades antiguas, se han trasmitido, conservando el nombre primitivo, pero con la alteración o modificación de atribuciones que se han hecho desde las diversas formas de gobierno o de administración en el trascurso de los tiempos. 
Ha sucedido también que el nombre de alcaide ha sido aplicado a nuevos cargos que antes se desconocieron por la semejanza de facultades que a dichos cargos se atribuyeron, y las funciones que originariamente compelían a los que llevaban el mismo nombre. En España tuvo varias acepciones de esta naturaleza, por ejemplo, el «alcaide de Palacio», el «alcaide de la Alhambra», el alcaide del «Alcázar de Sevilla» y otros. 
También existieron cargos o destinos que con igual nombre se hallaron admitidos y tuvieron facultades propias entre los empleados de la administración entre los que se contaban los «alcaides de aduanas» y «alcaides de cárceles y prisiones», cuyo empleo cayó en desuso en España en 1849.

## Alcaide de fortaleza: cualidades y legislación

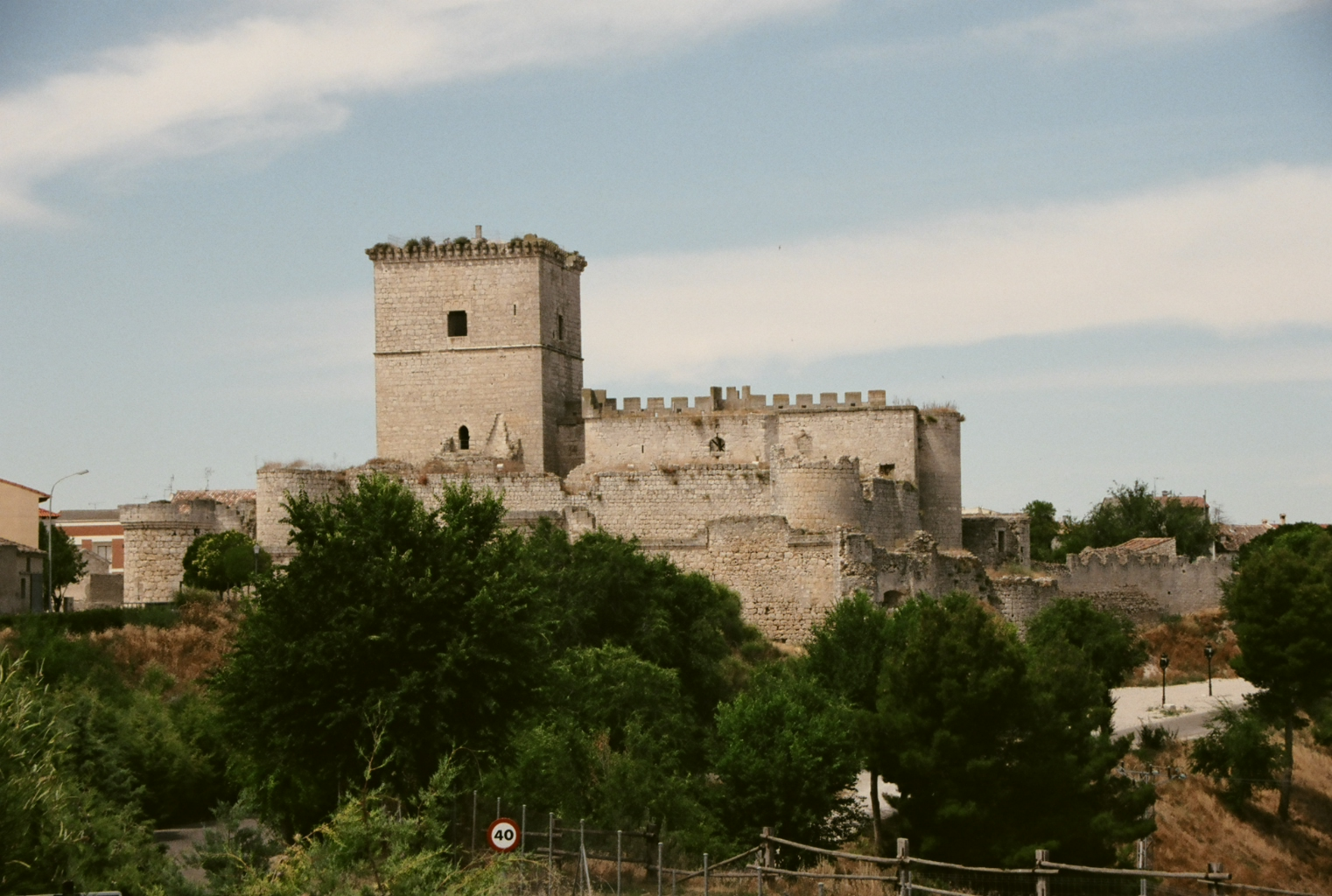
Vista del Castillo de Portillo, en Valladolid.

Alcaidia, era el destino o encargo que desempeñaban los alcaides, también expresa esta voz todo lo que en conjunto se refiere a los alcaides, como el territorio en que tenían jurisdicción y la creación y denominación legal que los comprende a todos (también llamada castellania). La práctica era más antigua, según declara el propio Alfonso X en la ley V, cuando el oficio y cargo de alcaide de fortaleza se regulaba en las leyes de partida. 
- El que tenía a su cargo la Alcaidia de un castillo del soberano, debía ser noble por parte de padre y madre, fiel, magnánimo, de buen juicio, ni pródigo, ni avaro, debía tener bien guarnecido el castillo de hombres y armas, y jamás entregarlo ni mandarlo entregar a los enemigos, sin que le sirviesen de pretexto para verificarlo los motivos más poderosos y urgentes y las causas más apremiantes (Ley 6).

- Se le prohibía desampararlo o ausentarse de él en tiempo de peligro, y si debiese hacerlo por alguna justa causa, se le mandaba confiarle a persona con quien tuviese parentesco o grande amistad, que fuese noble por ambos costados, no traidor, ni alevoso, ni descendiente de los que lo hubiesen sido, y con la condición de tomar al delegado o sustituto el correspondiente homenaje sobre aquellas cosas a que quedaba obligado, circunstancias que determinan la importancia de su deber y que todas tienden a la mejor y más segura guarda y defensa de la fortaleza (Ley 7).

- En caso de muerte del alcaide principal debía sucederle el pariente más cercano que estuviese en el Castillo, teniendo capacidad y edad competente, y si no existía ninguno debía ser nombrado para este cargo con las mismas obligaciones y responsabilidad por los hombres del castillo, uno que les inspirase confianza (Ley 8).

- El alcaide estaba obligado a tener provista la fortaleza de suficiente número de ballesteros y otros hombres armados, cuidar de que no hubiesen entre ellos traidores ni alevosos, de velar porque se hiciese bien el servicio y castigar a los que se descuidasen de cumplir sus deberes (Ley 9).

- Debía el alcaide tener provisto el castillo de víveres, de agua, de leña y carbón para componer la comida, de vestidos, calzado y demás necesario, y si por falta de estas cosas se perdiese el castillo, incurría en la pena de traición. Debía tener igualmente provisión de armas y cuidado de que no las hurtaren ni disminuyeren, ser tan fuerte y animoso que se defendiese siempre, estar dispuesto para pelear aunque fuese contra su mismo padre, contra su hijo, o contra cualquier otro señor que viniese contra el castillo, de ánimo resuelto y constante para sufrir las incomodidades del hambre y de las heridas, la muerte y otros peligros. Sagacidad y eficacia para exhortar a tiempo el desprecio a la muerte y amor a sus deberes (Leyes 10,11 y 12).

- Se le prohibía salir en ningún caso del castillo sin expreso y escrito mandamiento del rey o señor (Ley 13).
- Se le mandaba hacer construir todas las obras que pudiesen aprovechar para defenderse y ofender a los enemigos, obligando a todos a trabajar en las re-edificaciones necesarias y urgentes (Leyes 14 y 15).
- Si estuviese ausente del castillo al tiempo de sitiarlo debía acudir sin dilación llevando consigo las cosas más necesarias para la defensa (Ley 16).
- Cuando el alcaide fuese requerido por medio de nuncio enviado por el rey para que entregase el castillo, debería salir de él, preguntar al rey delante de testigos, y entonces y previa su anuencia, entregarlo (Ley 18).

- No era traidor el alcaide de un castillo que no lo quería entregar a otro, siendo requerido por letras falsas o un supuesto nuncio. Tampoco lo era si aquel que lo hubiese de recibir careciese de suficiente número de hombres útiles para su defensa, y pudiese por esta causa perderse, pues si esto lo dijese ante testigos o lo manifestase por sus cartas al rey no sería culpable, más si a pesar de ello fuese segunda vez requerido, entonces sin dilación alguna debía entregarlo (Ley 19).

## Alcaide de cárceles o prisiones
Fue un funcionario público español que tiene á su cargo y responsabilidad la custodia de las cárceles y prisiones , la seguridad de las personas en ellas, y el régimen interior de los presos.
A menudo van de la mano los conceptos de fuerte, fortaleza y presidio ya que tales construcciones, nacidas con fines militares, por su dotación y recursos, llegaban a desempeñar igualmente funciones penales.

### Presidio militar o fuerte
Era un tipo de fortificación con origen histórico en la arquitectura táctica del Imperio romano usado para el acuartelamiento de tropas de frontera. Su función en el Imperio Romano era la propia de un sencillo baluarte fronterizo de defensa, amparo y pacificación territorial. También se denominaba así a las mismas tropas o milicias destinadas a guarnición para contener ataques a los fuertes y para cercar tropas enemigas. En Roma y ocasionalmente fueron tropas de baja calidad. El concepto de Presidio romano, fue incorporado con el nombre de Fortaleza a partir de la Edad Media y luego se llamó, en su ámbito, Fuerte español.

### Carcelero mayor
- No debe confundirse, al «Alcayde gobernador de una Alcaidaia» con el «Gobierno de Presidios o Fuertes» ni a estos con el «carcelero mayor» también llamado «alcaide de cárceles».

«Los romanos le llamaban comentariense, tomando la denominación de los registros y estadística que estaba obligado a llevar, y los estados personales clasificados que bajo graves penas debía presentar a la autoridad.»

Genéricamente se incluían calabozos en el diseño de todas las fortalezas que solían recibir a otros nobles contrarios, traidores o presos por muy diversos motivos, como los rescates por «presa de guerra», y a los soldados enemigos cautivos, también susceptibles de «rescates» y ocasionalmente a los penados del «justicia» ordinario. En la Edad Media, el concepto de prisión tenía una dimensión económica notable. 

(...) e otro si mando que den las mis Albaceas cien mil doblas doro marroqs por mi alma, en esta guisa: que saquen mill captivos chistianos de tiera de moros (...). Pedro I de Castilla, en su testamento hecho en Sevilla en 1362.

Tanto la prisión común como los calabozos de castillo, estaban regidos por el Carcelero Mayor que en las leyes de partida se mencionaban como «carcelero mayor» o «guarda mayor o alcaide carcelero».
Sucedía con frecuencia que la propiedad de una prisión común recaía en ricos-hombres o nobles que podían costear los edificios y nombrar libremente a terceros «carceleros o alcaides». También podían arrendar este oficio para su gestión. El presidio común medieval tenía una función legal y una particularidad en la dimensión económica, el preso del común debía pagar una «tasa fija», durante la estancia, que era prenunciada o hecha pública, (derecho medieval de carcelaje).

### Alcaide en el ámbito anglosajón
La voz «alcaide», actualmente usada en el ámbito anglosajón como un préstamo léxico, se origina en esta acepción vinculada al funcionario de prisiones que tiene a su cargo el gobierno de una cárcel o «carcelero mayor».

## Alcaide de aduanas y de sacas

### Aduanas
Fue un funcionario público español responsable de la custodia y conservación de las Alcaidías de Aduanas (edificios de aduanas), incluyendo ciertas facultades y atribuciones sobre la renta aduaneras determinadas en las disposiciones reglamentarias.
En las alcaidías podían residir los responsables estando exentos de pago de alquiler. Además debían contener libros foliados, rubricados por un administrador y un contador, donde copiar los manifiestos con distinción de naciones. Se les conocerá como Manifiestos de Capitanes y Patrones.
A mediados del siglo XIX estaba estipulado que la tercera parte de las vacantes en el puesto estuviesen provistas con oficiales y subalternos del ejército.

### Sacas
El funcionario encargado de la Alcaidía del mismo nombre, creado para la provincia de Gui púzcoa á fin de que recaudase los derechos de importación y exportación de Fuenterrabía e Irún, en su paso para Francia por Behovia. Su jurisdicción se limitaba al territorio de Irún; su principal objeto a velar la saca (extracción de cosas vedadas), sin mezclarse en la importación para Navarra.

## Alcaide de donceles
Era el jefe o capitán de los caballeros jóvenes, de corta edad, que desempeñaban antiguamente el destino de pajes reales, pasando después a servir en la milicia en la que formaban un cuerpo distinguido. Estaba, por ello, al cargo de dicha escuela militar donde recibían tal educación.
El rey Alfonso XI concedió este título a Alfonso Fernández de Córdoba, Señor de Cañete, tras la batalla de Tarifa o el Salado, sin que haya noticia de si previamente existiese este cargo o de que hubiese sido creado por este rey.